# Alfabetiseringsgraad

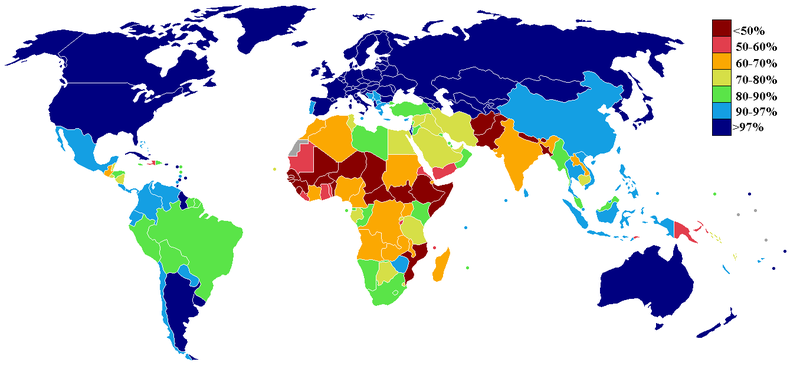
Geletterdheid in de wereld
Bruin: onder 50%
Rood: 50-60%
Oranje: 60-70%
Olijfgroen: 70-80%
Groen: 80-90%
Lichtblauw: 90-97%
Donkerblauw: boven 97%
Bron: The World Factbook (2011)

De alfabetiseringsgraad is een statistische grootheid die het alfabetisme aangeeft; het aandeel van een bevolkingsgroep dat kan lezen of schrijven. Hiermee is het tevens een indicator voor de ontwikkelingsgraad van een bevolkingsgroep. Het wordt vaak uitgedrukt als een percentage van het totale aantal mensen, mannen of vrouwen.
De alfabetiseringsgraad zegt iets over in hoeverre de overheid er in is geslaagd om de bevolking te scholen. Het getal wordt vaak gebruikt om de ontwikkelingsgraad van ontwikkelingslanden aan te geven of de verhouding van het aantal vrouwen dat kan lezen of schrijven ten opzichte van het aantal mannen. Het wordt vaak gebruikt binnen vergelijkingssystemen, zoals de index van de menselijke ontwikkeling van de VN.
Oorzaken voor verschillen tussen landen en gebieden binnen landen:
- Migratieachtergrond (nieuwkomers, gastarbeiders of vluchtelingen)
- Culturele achtergrond (bijvoorbeeld het kastensysteem in India en stamregels in Nigeria)
- Discriminatie van bepaalde groepen door anderen met macht

Een voorbeeld van discriminatie is de positie van de vrouw ten opzichte van de man binnen sommige religieuze fundamentalistische groepen, zoals de Taliban.
De alfabetiseringsgraad zegt echter niet altijd alles over een bevolking. Naast primair analfabetisme komt vooral in ontwikkelingslanden ook secundair en tertiair analfabetisme voor. Secundair analfabetisme geeft het aantal mensen in een bevolkingsgroep aan dat op latere leeftijd door gebrek aan oefening het vermogen tot lezen of schrijven is kwijtgeraakt. Bij tertiair analfabetisme gaat het om een gedeelte van deze vaardigheden.